# Contea di Wise (Texas)
La contea di Wise in inglese Wise County è una contea dello Stato del Texas, negli Stati Uniti. La popolazione al censimento del 2010 era di 59 127 abitanti. Il capoluogo di contea è Decatur.

## Geografia
| Anno | Popolazione | ±%       |
| ---- | ----------- | -------- |
| 1860 | 3 160       | Note:    |
| 1870 | 1 450       | −54,1%   |
| 1880 | 16 601      | 1 044,9% |
| 1890 | 24 134      | 45,4%    |
| 1900 | 27 116      | 12,4%    |
| 1910 | 26 450      | −2,5%    |
| 1920 | 23 363      | −11,7%   |
| 1930 | 19 178      | −17,9%   |
| 1940 | 19 074      | −0,5%    |
| 1950 | 16 141      | −15,4%   |
| 1960 | 17 012      | 5,4%     |
| 1970 | 19 687      | 15,7%    |
| 1980 | 26 575      | 35,0%    |
| 1990 | 34 679      | 30,5%    |
| 2000 | 48 793      | 40,7%    |
| 2010 | 59 127      | 21,2%    |

Secondo l'Ufficio del censimento degli Stati Uniti d'America la contea ha un'area totale di 923 miglia quadrate (2390 km²), di cui 904 miglia quadrate (2340 km²) sono terra, mentre 18 miglia quadrate (47 km², corrispondenti al 2,0% del territorio) sono costituiti da acqua.

### Contee adiacenti
- Montague County (nord)
- Cooke County (nord-est)
- Denton County (est)
- Tarrant County (sud-est)
- Parker County (sud)
- Jack County (ovest)

### Aree nazionali protette
- Lyndon B. Johnson National Grassland

## Istruzione
Nella contea sono presenti i seguenti distretti scolastici:
- Alvord Independent School District
- Boyd Independent School District
- Bridgeport Independent School District
- Chico Independent School District
- Decatur Independent School District
- Paradise Independent School District
- Northwest Independent School District
- Slidell Independent School District

## Infrastrutture e trasporti

### Strade principali
- U.S. Highway 81
- U.S. Highway 287
- U.S. Highway 380
- State Highway 101
- State Highway 114
- State Highway 199

### Aeroporti
Nella contea sono presenti i seguenti aeroporti:
- Bishop Airport (76T)
- Bridgeport Municipal Airport (XBP)
- Decatur Municipal Airport (LUD)
- Heritage Creek Airstrip (58T)
- Rhome Meadows Airport (T76)